# Amicus Plato, sed magis amica veritas
Amicus Plato, sed magis amica veritas (übersetzt: „Platon ist mir lieb, aber noch lieber die Wahrheit.“) ist eine lateinische Sentenz, die auf Aussagen griechischer Philosophen zurückgeht und in lateinischer Form zuerst bei dem mittelalterlichen Philosophen Roger Bacon überliefert ist.
In seiner Nikomachischen Ethik entscheidet sich Aristoteles im Zusammenhang mit seiner Kritik an der Ideenlehre Platons gegen seinen Lehrer und für die Wahrheit: „Da beide uns lieb sind, so dürfen wir es verantworten, die Wahrheit vorzuziehen“
gegenüber dem, was befreundete Philosophen behauptet hätten. Diese Stelle ist selbst eine Anspielung auf einen Passus in Platons Politeia, in der Platon von der Liebe und Ehrfurcht gegenüber Homer spricht, was ihn aber nicht davon abhält, seine grundsätzliche Kritik an den Dichtern einzuleiten mit der Begründung: „Aber kein Mann soll uns doch über die Wahrheit gehen.“
Die erste dem lateinischen Wortlaut sehr nahe kommende Stelle, die das Zitat allerdings Platon zuschreibt, findet sich bei Roger Bacon im Opus Maius: „Amicus est Socrates, magister meus, sed magis est amica veritas.“